# Multi-Death Corporations
Multi-Death Corporations è un EP degli MDC.

## Tracce

### Lato A
1. Multi-Death Corporations (testo: David Dictor, musica: Ron Posner) - 1:50
2. Selfish Shit (testo: David Dictor, musica: Ron Posner) - 2:02

### Side B
1. Radioactive Chocolate (testo: David Dictor and Al Schultz, musica: Ron Posner) - 0:58
2. No Place to Piss (testo: David Dictor, musica: Ron Posner) - 0:55